# 人格ラヂオ
人格ラヂオ（じんかくラヂオ）は日本のヴィジュアル系バンド。2001年1月結成、2012年9月活動休止。

## 概要

バンドのロゴ

- バンドのロゴ当時バンドを組んでいた悠希に、那オキが声をかける形で結成に至る。バンド名の名付け親は那オキ。「バンドによって人格を形成されることから『人格』 、音を発信するものとして『ラヂオ』」という意味が込められている。
- 楽曲は暗めのトーンのものが多く[1]、憂いのある世界観が特徴[2]。アルバム「証拠」は詞世界が文学的であると評される[3]。
- 衣装は一貫して黒スーツに腕章。
- ファンのことはリスナァと呼ばれる。
- 結成当初からマイペースに活動していくスタイルを貫いており、音源リリースのペースはかなり遅い。
- 2011年4月に所属事務所を離れ、セルフプロデュースに戻った。

## メンバー
- 悠希（ゆうき）（Vocal, Guitar）
  - 1976年11月26日生まれ。静岡県駿東郡小山町出身。A型。本名は深澤勇紀。
  - メインコンポーザー、ソングライターを務める。
  - ライブでは喜怒哀楽のうち喜を表す曲が人格ラヂオにはないので、客を笑わせるためのMCも曲のうちとして重要視している[4]。
  - ステージ上では毒舌。ステージ外でも2011年12月3日付で自身のブログに「人気声優である堀江由衣の顔写真を指差す写真」を掲載し「アイドルというほどではなくチープ」と発言、炎上するなど毒舌ぶりを遺憾無く発揮し、その毒舌は活動自粛の原因となった。
  - デリケートであるとインタビュー中に発言したインタビュアーがいる[5]。
「非常に皮肉を言っているようで、決してそこには悪意がなく、むしろ愛情を感じさせる」と書いた雑誌記者がいる[6]。
  - 「豪傑」の父を含めて親族とは仲が良く、人格ラヂオの節目となるライブや2度のC.C.Lemonホール公演にはどちらも駆け付けている[7]。
  - 中学の頃、BOØWYの布袋寅泰の演奏を見て、ギターを始めた[8]。当初はギタリスト志望で、ボーカルを務め出したのは24歳以降[1]。
  - 詞や曲の世界観は、文学作品からの影響を強く受けているという。かつてのインタビューではアゴタ・クリストフの『悪童日記』、村上龍の『ライン』、村上春樹の『ねじまき鳥クロニクル』などの名前を挙げている[9]。
  - 2012年の活動休止後は、「深澤商店」としてソロ活動を行う。
- 那オキ（なおき）（Bass）
  - 3月23日生まれ。愛称は王子。
  - トータルプロデューサー、アレンジャーを務める。2ndアルバム「一秒」ではギターも担当。
  - プロフィールは一切非公開だったが、活動10年目の節目として、2011年に誕生日を公表した[10]。
  - 楠本柊生主宰の劇団「第14帝國」に出演したことがある。
  - 2012年の活動休止後は、元ドレミ團のマコトらと共にTHE BEETHOVENを結成。

### サポートメンバー（半ラヂオ）
- 神（Drums）
- ジョン（Guitar）

### 旧サポートメンバー
- 麻耶（Guitar）
- 舞（Drums）
- 雷（Guitar）

## 来歴
2001年
- 1月 悠希、那オキ、麻耶の3人で結成。
- 12月14日 目黒鹿鳴館ワンマン「ムゥディ・ラヂオ・シアタァ」。
- 12月30日 麻耶が脱退。それ以降、ライブではサポートメンバーである半ラヂオとして活動する。

2002年
- 6月1日 舞が半ラヂオに加入。

2003年
- 6月27日 雷が半ラヂオに加入。
- 9月 麻耶が半ラヂオから脱退。

2004年
- 2月22日 一時活動休止、舞が半ラヂオから脱退。
- 5月4日 活動再開、神が半ラヂオに加入。

2006年
- 11月19日 SHIBUYA-AXワンマン公演「バンギャル・ラヂオ・シアタァ」。
- 12月21日 雷が半ラヂオから脱退。

2007年
- 2月16日 ジョンが半ラヂオに加入。
- 12月28日 C.C.Lemonホールワンマン「LEMON RADIO THEATER」。

2008年
- 7月 アルバム制作のための活動休止。

2009年
- 8月22日 活動再開。
- 12月1日 enter brainを離れ、株式会社ヒューマン・ドッグ（アーティスト事業部）とマネージメント契約。

2010年
- 4月7日 とちぎテレビのヴィジュアル系音楽エンターテイメント番組「人格ラヂオの咲け～バンギャル！！」（毎週水曜日23:00～23:30、2011年3月30日終了）にレギュラー出演。

2011年
- 4月29日 C.C.Lemonホールワンマン「LEMON RADIO THEATER」（2011年3月21日振替公演）。
- 4月30日 ヒューマン・ドックとの契約を終了。
- 12月13日 悠希が自身のブログに12月3日付で「人気声優である堀江由衣の顔写真を指差す写真」と「アイドルというほどではなくチープ」というコメントを掲載。そのことが原因で、ブログのコメント欄へ非難が殺到する炎上状態になる。不適切で誤解を招いたとして、当面の活動自粛が発表される[11][12][13][14]。これにより年末年始に予定されていた幾つかのイベントや楽曲のリリースも中止や延期となった[11][13][14]。2012年1月から放映のアニメ『男子高校生の日常』のエンディングテーマとなる予定であった[15]新曲もタイアップを辞退し、発売中止となった[12][11][13][14]。

2012年
- 9月2日・3日 目黒鹿鳴館にてファンクラブ限定ライブ。活動休止を発表[16][17]。

## 作品

### デモテープ
- ネジマキドリ（2001年5月13日）

### シングル
- 回路（1stプレス2002年6月9日、2ndプレス2002年9月14日）JRYN-1126
- 遊歩道（2004年11月30日）JRYN-1130 オリコンインディーズシングル週間ランキング10位（2004年12月8日付）
- 姥捨て山（2005年7月31日）JRYN-731 オリコンシングル週間ランキング116位（2005年8月15日付）
- 悪意（2005年12月4日）DCCO-9001 オリコンシングル週間ランキング145位（2005年12月19日付）※限定10,000枚
- バンギャル症候群（2006年11月19日） ※会場限定。
- 額縁（2006年11月29日）DCCO-9004 オリコンシングル週間ランキング82位（2006年12月11日付）
- 朧月（2007年12月19日） DCCO-9005 オリコンインディーズシングル週間ランキング5位（2008年1月7日付）、オリコンシングル週間ランキング66位（2007年12月31日付）
- 太陽（2010年4月28日） HDOJ-1 オリコンインディーズシングル週間ランキング2位、シングル週間ランキング33位（2010年5月10日付）
- 赤い靴（2011年9月28日） オリコンシングル週間ランキング43位（2011年10月10日付）

### アルバム
- 証拠（初回盤2003年4月6日、通常盤2003年11月30日）JRYN-0323　オリコンアルバム週間ランキング205位（2003年4月14日付）
- 一秒（2010年11月3日） HDOJ-2 オリコンインディーズアルバム週間ランキング4位、オリコンアルバム週間ランキング45位（2010年11月15日付）
- 結（2012年10月26日）

### DVD
- ムゥディ・ラヂオ・シアタァ（2002年4月20日） ※VHS。
- ロォカルリスナァ×人格周遊記（2002年12月6日） ※VHS。
- バンギャルラヂオシアタァ（2007年7月4日） EBVD-1001

### 参加作品
- 妖幻鏡II（2002年5月29日） M-7「午後の落下」
- Shock Edge 2002（2002年10月21日） M-17「火曜日の焼却炉」
- きわもの達の果実（2004年1月21日） M-1「変身」、M-12「切り札」